# Vin de dessert
 (décembre 2022).
Le contenu est difficilement compréhensible vu les erreurs de traduction, qui sont peut-être dues à l'utilisation d'un logiciel de traduction automatique.

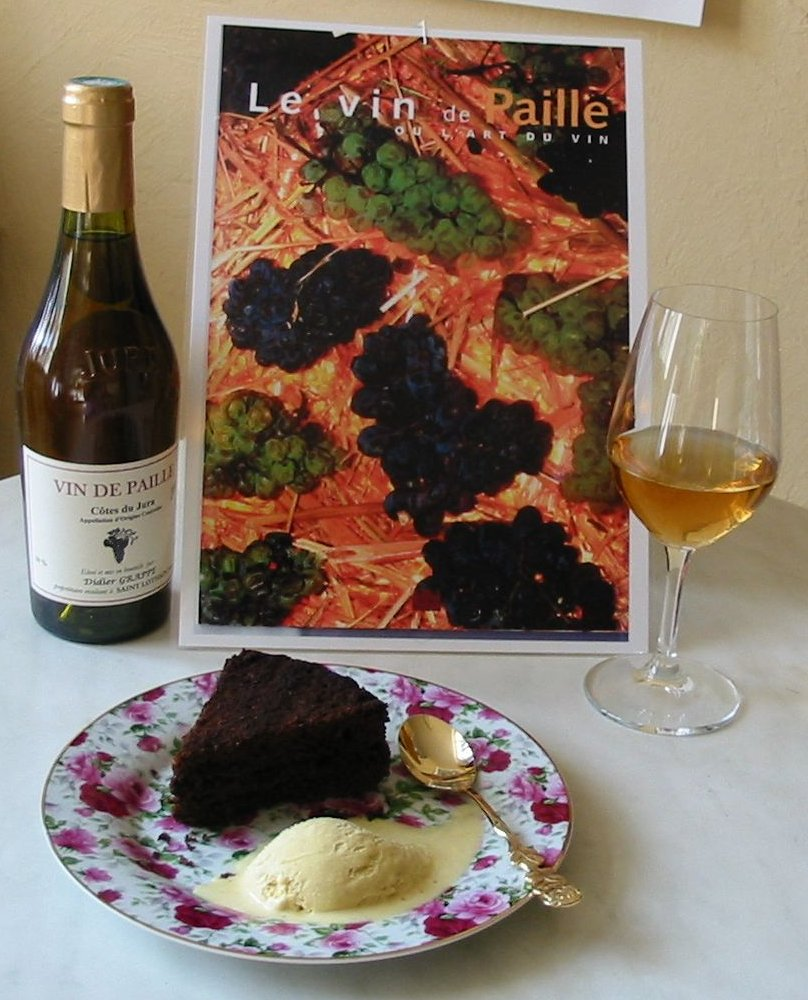
Un vin de paille de France.

Les vins de dessert, parfois appelés vins de pudding au Royaume-Uni, sont des vins doux généralement servis avec le dessert.
Il n'y a pas de définition simple d'un vin de dessert. Au Royaume-Uni, un vin de dessert est considéré comme tout vin doux bu avec un repas, par opposition aux vins fortifiés blancs(Xérès fino et amontillado) bu avant le repas et aux vins fortifiés rouges (porto et madère) bu après ça. Ainsi, la plupart des vins fortifiés sont considérés comme distincts des vins de dessert, mais certains des vins blancs fortifiés moins forts, tels que le xérès Pedro Ximénez et le muscat de Beaumes-de-Venise, sont considérés comme des vins de dessert honorifiques. Aux États-Unis, en revanche, un vin de dessert est légalement défini comme tout vin de plus de 14 % d'alcool en volume, qui comprend tous les vins fortifiés, et est donc taxé plus lourdement. Cela remonte à l'époque où l'industrie vinicole américaine ne fabriquait que des vins de dessert par fortification, mais une telle classification est dépassée maintenant que la levure et la viticulture modernes peuvent produire des vins secs à plus de 15 % sans fortification (et les vins de dessert allemands peuvent contenir la moitié de cette quantité d'alcool).

## Méthodes de fabrication

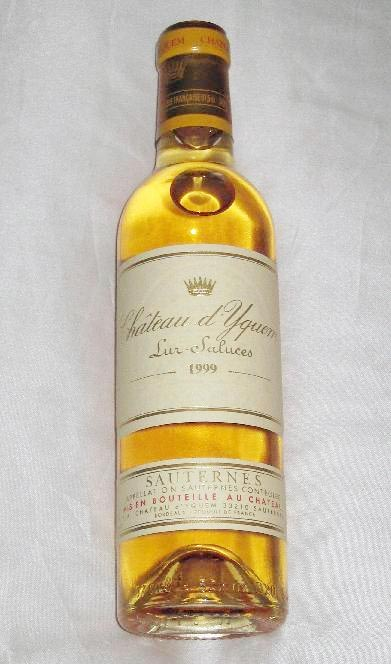
Château d'Yquem 1999, un vin de pourriture noble.

Les fabricants de vins de dessert veulent produire un vin contenant des niveaux élevés de sucre et d'alcool. Étant donné que toute la vinification crée de l'alcool à partir de la fermentation des sucres, ils sont généralement échangés. Cependant, il existe de nombreuses façons d'augmenter les niveaux relatifs de sucre dans le vin final :
- cultiver des raisins afin qu'ils aient naturellement du sucre à revendre pour la douceur et l'alcool.
- ajouter du sucre, soit :
  - avant fermentation sous forme de sucre ou de miel (chaptalisation) ;
  - après fermentation sous forme de moût non fermenté (Süssreserve) ;
- ajouter de l'alcool (généralement de l'eau-de-vie de vin) avant que tout le sucre ne soit fermenté (enrichissement ou mutage) ;
- enlever l'eau pour concentrer le sucre :
  - dans les climats chauds, en séchant à l'air les raisins pour faire du vin de paille ;
  - dans les climats glaciaux, en congelant une partie de l'eau pour faire du vin de glace ;
  - dans les climats tempérés humides, en utilisant une infection fongique, le Botrytis cinerea, pour dessécher les raisins atteints de pourriture noble.

## Douceur naturelle

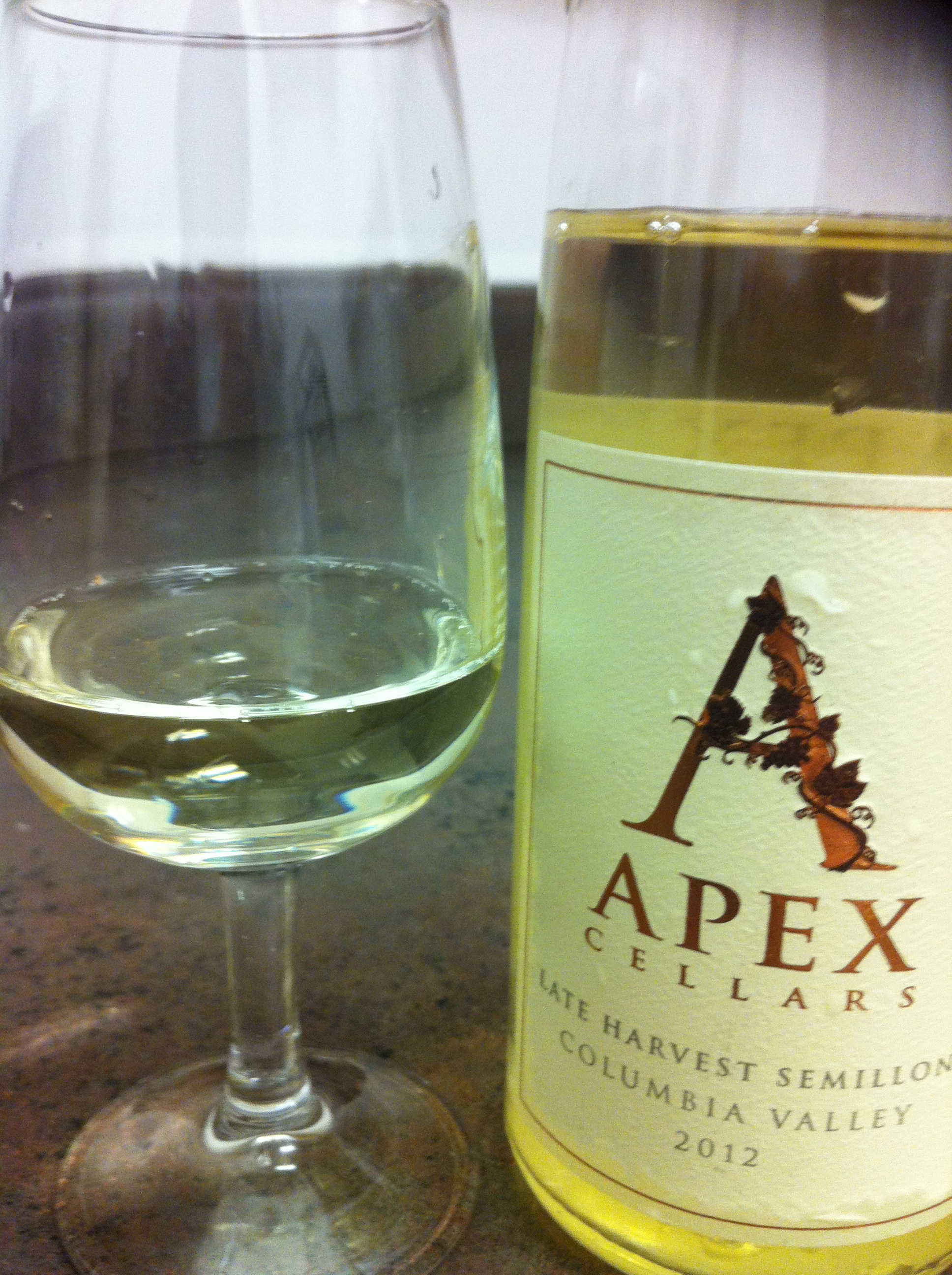
Un sémillon vendanges tardives de l'état de Washington.

En l'absence d'autres techniques, les fabricants de vins de dessert doivent produire leur sucre à la vigne. Certains cépages, comme le muscat, l'ortega et l'huxelrebe, produisent naturellement beaucoup plus de sucre que d'autres. Les conditions environnementales ont un effet important sur les niveaux de sucre ultimes ; le vigneron peut aider en laissant les raisins sur la vigne jusqu'à ce qu'ils soient complètement mûrs, et en vendanges en vert et en taillant pour exposer les jeunes raisins au soleil. La vendange verte réduit le nombre de grappes sur une vigne au début de l'été, de sorte que la production de sucre des feuilles est répartie entre moins de grappes. Alors que le vigneron ne peut pas contrôler le soleil, une année ensoleillée régule le taux de sucre. Les vins Auslese demi-doux de la classification allemande des vins sont probablement le meilleur exemple de cette approche ; la plupart des viticulteurs modernes perçoivent que leurs clients veulent des vins de dessert qui soient soit entièrement secs soit « correctement » sucrés ; « laisser faire la nature » n'est donc actuellement plus à la mode. Mais la plupart des Muscats des temps anciens ont sûrement été fabriqués de cette façon, y compris le célèbre Constantia d'Afrique du Sud.

## Vins mutés

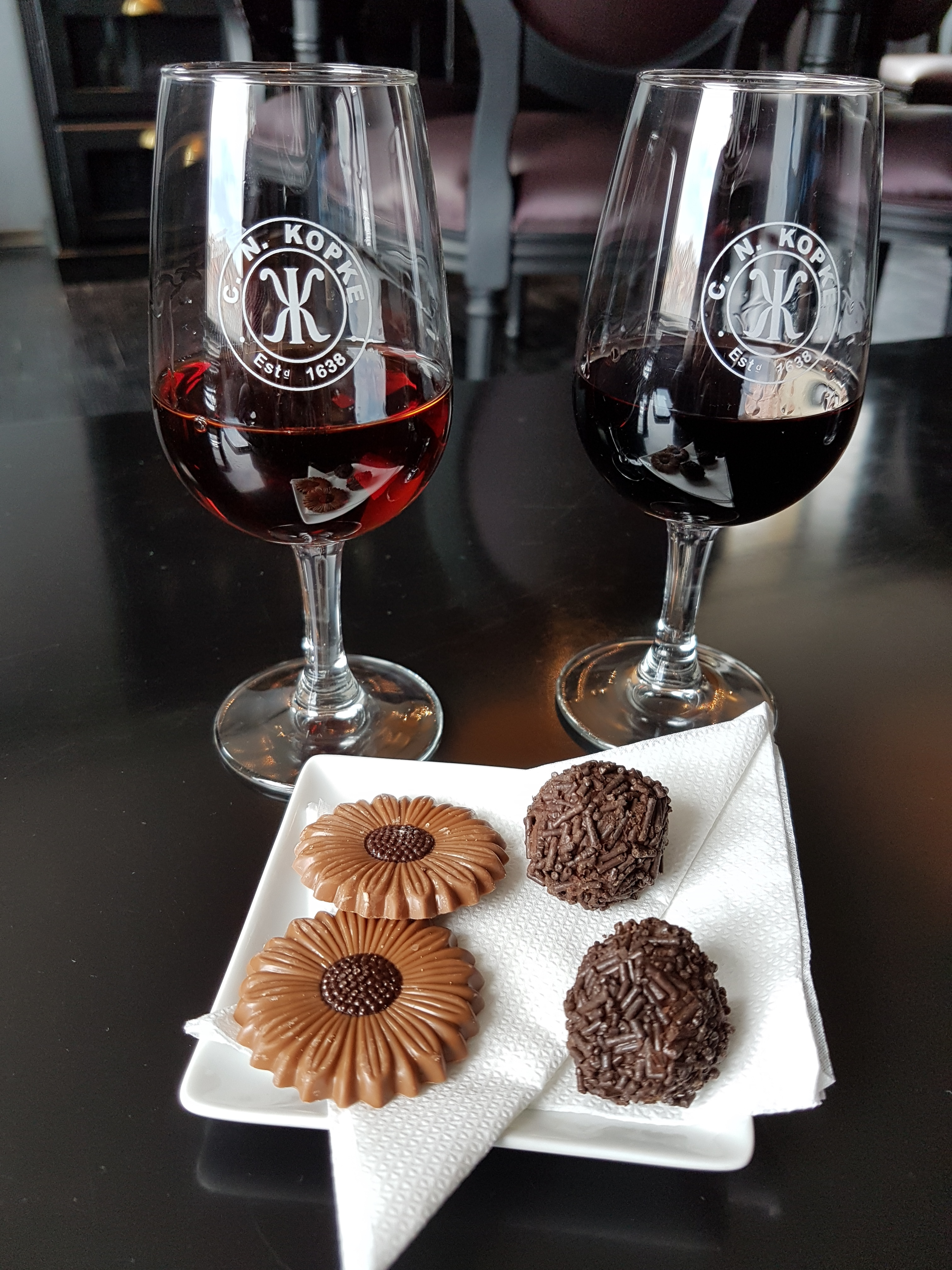
Le porto, un vin muté.

Les principaux vins mutés bus au dessert sont des montilla-moriles doux, notamment issus de pedro ximénez, et des vins doux naturels. Le vin de dessert pedro ximénez est unique car il s'agit d'un vin de raisin qui est ensuite fortifié et vieilli dans un système de solera comme les autres vins doux d'Andalousie. D'autres xérès doux tels que Bristol Cream peuvent également être bus comme vin de dessert.
La production de vins doux naturels a été perfectionnée par Arnaud de Villeneuve à l'Université de Montpellier au XIIIe siècle. Ils sont maintenant assez communs dans le Languedoc-Roussillon. Comme leurs noms l'indiquent, le muscat de Beaumes-de-Venise, le muscat-de-rivesaltes, le muscat de Frontignan, le muscat de Lunel, le muscat de Mireval et le muscat de Saint-Jean-de-Minervois sont tous élaborés à partir du cépage muscat blanc, tandis que le Banyuls et le Maury sont élaborés à partir de grenache rouge. Quel que soit le cépage, la fermentation est arrêtée avec jusqu'à 10 % d'alcool de raisin à 95 %. Les muscats sont élaborés dans un style un peu oxydé, les grenaches le sont moins.

## Vins de paille
Dans l'ancienne Carthage, un vin doux appelé passum était fabriqué à partir de raisins séchés à l'air, et de l'autre côté du canal de Malte qui borde l'actuel site de Carthage, des vins similaires sont encore fabriqués, appelés Moscato passito di Pantelleria. Ces vins ont été décrits par les Romains. L'Italie du Nord abrite un certain nombre de vins « passito », où les raisins sont séchés sur de la paille, sur des claies ou suspendus à des chevrons. Ces vins comprennent notamment le vin santo (dans lequel sont traditionnellement trempés des biscuits aux amandes, les cantucci), le Sciacchetrà, le Recioto di Soave (bu avec la version locale du panettone) et le vin doux rouge  (it) (qui résiste mieux au chocolat que la plupart des vins). De l'autre côté des Alpes, les vignerons français fabriquent du vin de paille dans le Jura, le Rhône et l'Alsace ; les Espagnols élabore un vin en faisant d'abord sécher des raisins de pedro ximénez avant de le fortifier ; les Chypriotes ont leur ancienne Commandaria ; et il existe également des expériences récentes avec ce style de vin en Afrique du Sud et aux États-Unis.

## Vins issus de pourriture noble

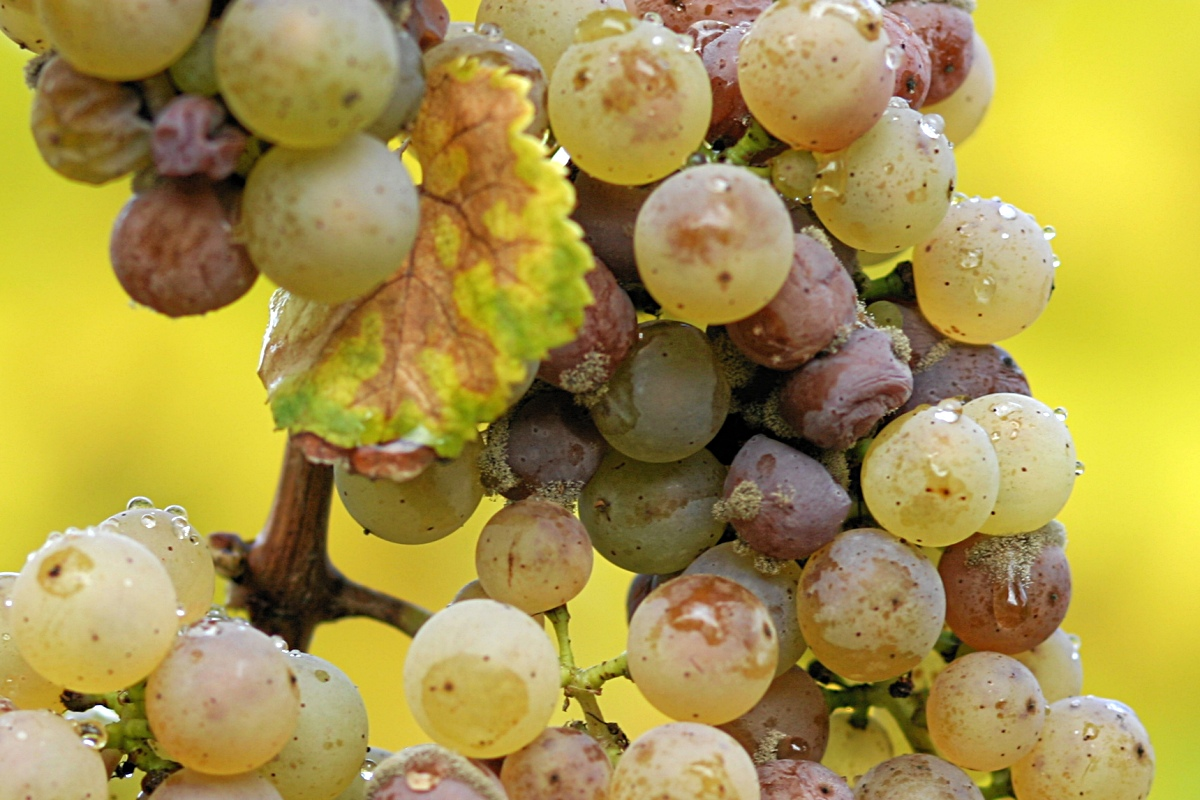
Raisins Riesling avec pourriture noble.

Certains des vins de dessert les plus célèbres, tels que le tokay Aszú de Tokaj-Hegyalja en Hongrie, le Château d'Yquem de Sauternes et le Seewinkel d'Autriche, sont élaborés à partir de raisins moisis par le Botrytis cinerea, qui aspire l'eau du raisin tout en lui conférant des arômes de miel et d'abricot au futur vin. 
Le champignon nécessite des conditions particulières pour produire la pourriture noble ; s'il est trop humide, le même champignon provoque une pourriture grise destructrice. Les vignerons s'efforcent de maximiser la quantité de pourriture noble sans perdre toute la récolte à cause de la pourriture grise. En règle générale, la pourriture noble se forme mieux dans des conditions avec une brume matinale régulière, normalement d'un lac ou de la mer à proximité. L'attente de la formation de la pourriture noble fait que ces vins sont généralement vendangés tardivement.
Les premiers vins de pourriture noble ont probablement été créés par accident - les Hongrois et les Allemands ont des histoires similaires sur la façon dont la récolte a été retardée pour une raison quelconque, mais les raisins moisis ont quand même été vinifiés et se sont ensuite avérés délicieux. Étant donné que la propension à la pourriture noble était un facteur dans les démarcations des vignobles hongrois environ 50 ans avant qu'un messager ne soit soi-disant agressé alors qu'il se rendait au Schloss Johannisberg en Allemagne et que l'inventaire aszú est antérieur d'environ 200 ans, le Tokaj hongrois est l'endroit où il a été produit pour la première fois. L'Allemagne a peut-être découvert plus tard le même processus de manière indépendante.

## Vins de glace

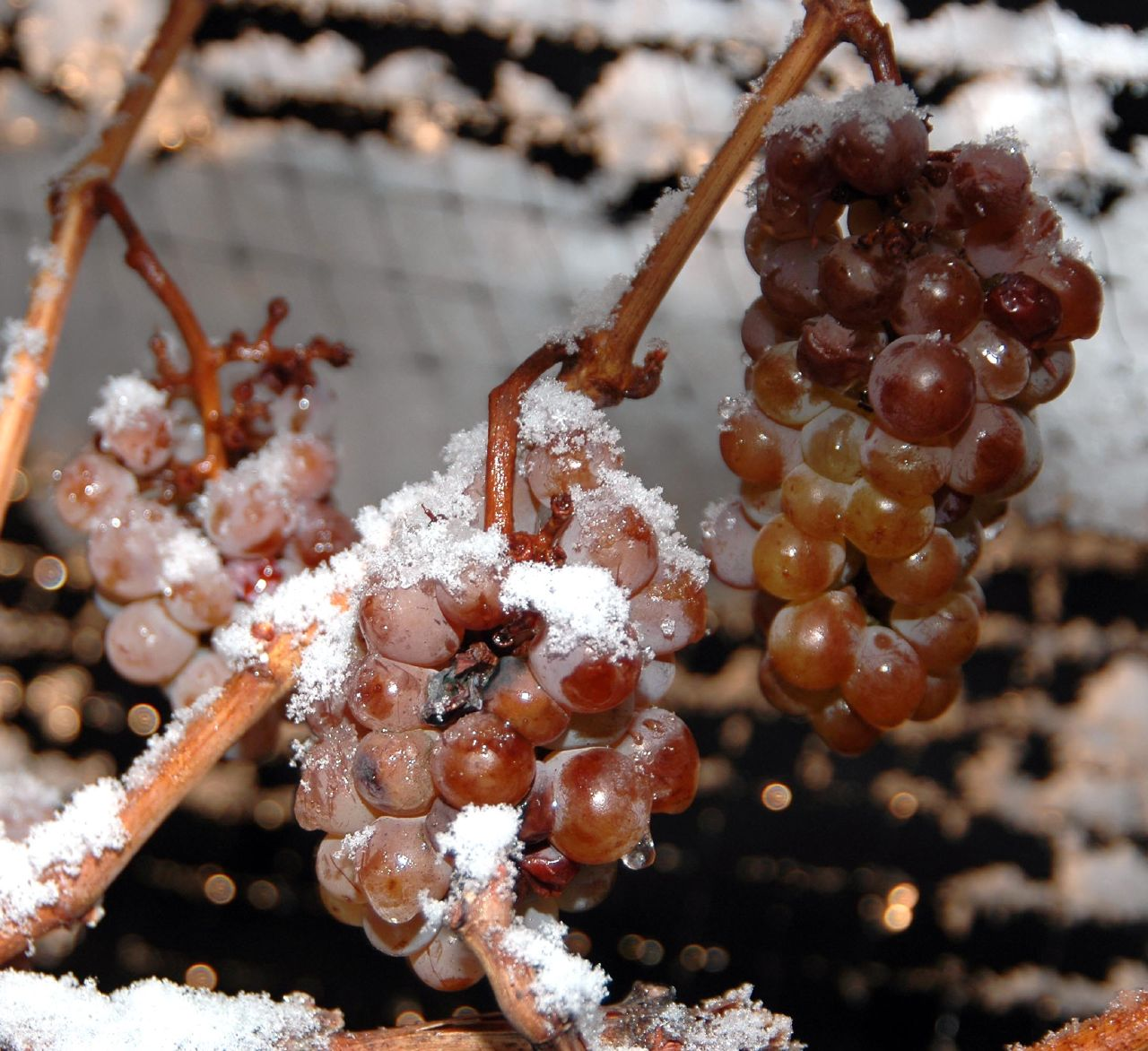
Raisins pour vin de glace.

La plupart des lois sur le vin exigent des températures inférieures à -7°C au maximum avant que les raisins pour le vin de glace puissent être cueillis,. À de telles températures, une partie de l'eau des raisins gèle, mais les sucres et autres solides restent dissous dans le jus restant. Si les raisins sont pressés alors qu'ils sont congelés, il peut en résulter un moût très concentré, qui nécessite une levure spéciale et une longue période de fermentation. Les vins obtenus sont très doux, mais équilibrés par leur acidité. Les rendements minuscules signifient qu'ils ont tendance à être très chers. Les plus célèbres sont l'Eiswein allemand et le vin de glace canadien, mais les vins de glace sont également fabriqués aux États-Unis, en Autriche, en Croatie, en République tchèque, en Slovaquie, en Slovénie, en Hongrie, en Italie, en Australie, en France et en Nouvelle-Zélande en plus petites quantités.

## Service

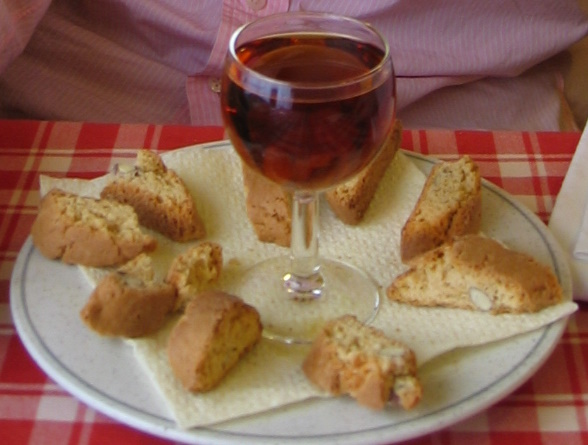
Vin santo et biscuits aux amandes.

Une règle générale est que le vin doit être plus doux que la nourriture avec laquelle il est servi - une pêche parfaitement mûre a été décrite comme le partenaire idéal pour de nombreux vins de dessert, alors qu'il est logique de ne pas boire de vin du tout avec de nombreux plats à base de chocolat ou de caramel. Les vins de dessert rouges comme le Recioto della Valpolicella et les vins fortifiés comme le vin doux naturel Muscats sont les meilleurs accords pour ces desserts difficiles à associer.
Alternativement, le vin lui-même peut être un dessert, mais les douceurs de la boulangerie peuvent faire un bon accord, en particulier avec un peu d'amertume comme les biscuits trempés dans du vin santo. Un développement de cet accord de contrastes est un plat salé riche comme le foie gras qui est un partenaire traditionnel du Sauternes. 
Les vins de dessert blancs sont généralement servis légèrement frais, mais peuvent facilement être servis trop froids. Les vins de dessert rouges sont servis à température ambiante ou légèrement frais.